# Margaret George
Margaret George (Nashville, 19 gennaio 1943) è una scrittrice statunitense, conosciuta principalmente per i suoi romanzi storici.

## Biografia
Margaret George è nata a Nashville, nel Tennessee. Suo padre cominciò a lavorare al Servizio Esteri degli Stati Uniti quando lei aveva quattro anni, e visse all'estero - Taiwan, Israele e Germania - fino ai tredici anni.
Si è laureata presso la Tufts University e la Stanford University con un master, specializzandosi in scienze biologiche e letteratura inglese. Ha lavorato come scrittrice scientifica per diversi anni presso il National Institutes of Health, Bethesda, nel Maryland, prima di trasferirsi a Madison, Wisconsin, con suo marito.

## Opere
- Il re e il suo giullare. L'autobiografia di Enrico VIII annotata dal buffone di corte Will Somers (The Autobiography of Henry VIII: With Notes by His Fool, Will Somers, 1986), TEA, traduzione di Roberta Rambelli, 1995, ISBN 9788878197916
- Mary Queen of Scotland and the Isles (1992)
- Io, Cleopatra (The Memoirs of Cleopatra, 1997)
  1. La regina e il condottiero  (The Memoirs of Cleopatra parte 1), Sperling & Kupfer, traduzione di Linda Piera De Angelis, 1998, ISBN 9788886845304
  2. Il richiamo del Nilo  (The Memoirs of Cleopatra parte 2), Sperling & Kupfer, traduzione di Linda Piera De Angelis, 1998, ISBN 9788886845311
  3. Una passione fatale  (The Memoirs of Cleopatra parte 3), Sperling & Kupfer, traduzione di Linda Piera De Angelis, 1998, ISBN 9788886845328
- Mary, called Magdalene (2002)
- Helen of Troy (2006)
- Lucille Lost (2006)
- Elizabeth I (2011)
- Nerone (The Confessions of Young Nero, 2017), Longanesi, traduzione di Federica Garlaschelli, 2018, ISBN 9788830450813
- The Splendor Before the Dark (2018)